# Feenhände
Feenhände ist ein deutscher Stummfilm aus dem Jahr 1917 mit Henny Porten in einer Doppelrolle.

## Handlung
Gräfin Helene entstammt verarmtem Adel und wird von ihrer Großfamilie Föhrwald durchgefüttert. Als sich eines Tages der junge Georg, ein naher Verwandter, mehr für sie zu interessieren beginnt als es der Familienrat gutheißt, wird ihr beschieden, dass sie das wohlige Heim zu verlassen habe. Um ein Auskommen zu haben, soll sie als Gesellschafterin an eine noble Familie nach Schweden weitervermittelt werden. Für Gräfin Helene ist dieser Rauswurf zugleich eine Art Weckruf: Sie beschließt nunmehr, endlich ihr Leben in die eigenen Hände zu nehmen und sich selbständig zu machen. Unter dem Pseudonym Marie Madeleine macht Helene eine Karriere als Modistin.
Helene kann sogar ihrer Ziehfamilie Föhrwald etwas zurückgeben, als sie die Konzession für einen Eisenbahnstreckenverlauf erlangen kann, der über das Land des Onkels führen soll, was diesem viel Geld einbringen würde. In den großen Deal ist der deutlich ältere Fürst Gisberti involviert. Dieser macht ihr einen Heiratsantrag, nachdem weitere Verwicklungen Helene alias Marie Madeleines Engagement diese vorübergehend in ein schiefes Licht gerückt hatten. Familie Föhrwald, die Helene lange falsch eingeschätzt hatte, muss nunmehr Abbitte leisten. Jetzt erkennt auch Georg seine tiefe Liebe zu ihr und schnappt Helene dem Fürsten unter der Nase weg. Beide feiern Verlobung.

## Produktionsnotizen
Die Länge des im Herbst 1916 im Messter-Film-Atelier, Blücherstraße 32, gedrehten Films betrug bei der Neuzensur im Mai 1921 1226 Meter auf drei Akte. Die Uraufführung fand am 26. Januar 1917 statt.
Die Bauten stammen von Ludwig Kainer.

## Kritik
In Paimann’s Filmlisten ist zu lesen: „Stoff sehr gut, Spiel, Photos und Szenerie ausgezeichnet.“